# The Remarkables (Neuseeland)
The Remarkables sind ein Gebirgszug in der Region Otago auf der Südinsel von Neuseeland.

## Geographie
Der Gebirgszug beginnt rund 5 km östlich von [[Queenstown (Neuseeland)|Queenstown]] und erstreckt sich über rund 12 km in südliche Richtung. Die Remarkables grenzen im südlichen Teil westlich an den Lake Wakatipu. Acht ihrer Gipfel haben eine Höhe von über 2000 m, von denen der Double Cone mit einer Höhe von 2,319 m alle Gipfel bei Weitem überragt.
Der New Zealand State Highway 6 verläuft westlich der Remarkables entlang des Lake Wakatipu. Dieser Streckenabschnitt ist besonders kurvenreich und mit Anstiegen und Abfahrten versehen und wird deshalb The Devil’s Staircase („Teufelstreppe“) genannt.

## Skigebiet
In den Remarkables befindet sich ein Skigebiet mit einer Gesamtfläche von 2,2 km² und sieben Skiliften. 2007 wurde eine Anlage zur Kunstschneeerzeugung installiert und eine neue Pistenraupe beschafft.  Die Saison ist von Juli bis Oktober.

## Filmkulisse
Die Remarkables wurden auch für Außenszenen des Films Der Herr der Ringe: Die Gefährten genutzt. Nicht weit entfernt liegen die Deer Park Heights, wo große Abschnitte des zweiten Teils gedreht wurden.